# Prise de possession
 (février 2024).
Si vous disposez d'ouvrages ou d'articles de référence ou si vous connaissez des sites web de qualité traitant du thème abordé ici, merci de compléter l'article en donnant les références utiles à sa vérifiabilité et en les liant à la section « Notes et références ».

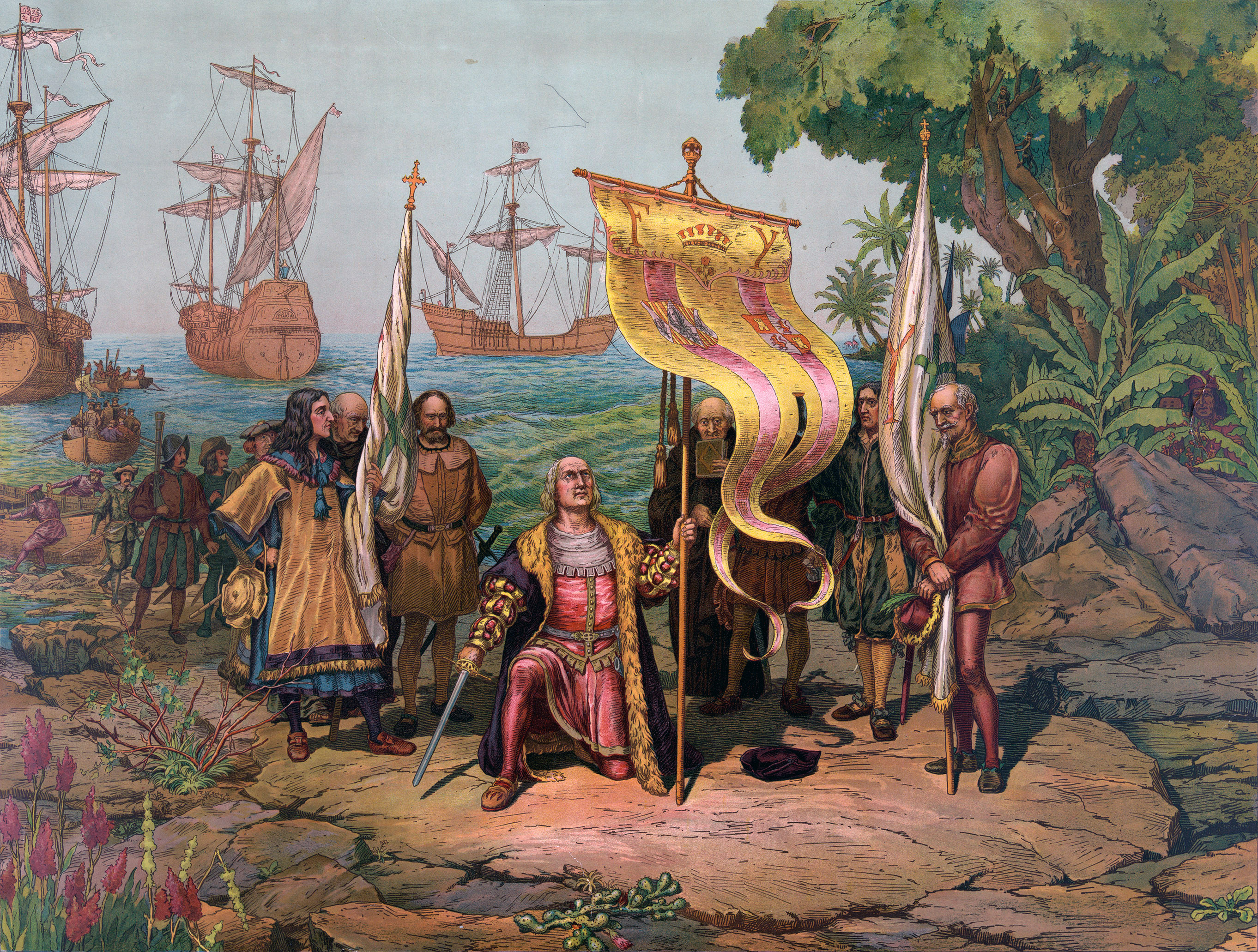
Christophe Colomb prenant possession du Nouveau Monde (gravure de 1883).

La prise de possession est un acte de droit international public par lequel un gouvernement ou un individu agissant en son nom déclare établir sa souveraineté sur un territoire qu'il découvre ou qu'il considère comme n'appartenant à aucune autre puissance. La prise de possession marque la date à partir de laquelle le nouveau territoire est considéré par l'entité qui le réclame comme faisant partie de ses possessions. Elle peut être marquée par une cérémonie officielle dont le souvenir est parfois inscrit dans le paysage alentour, pour signaler aux futurs visiteurs de la région qu'ils ont été devancés et ne peuvent plus se déclarer maîtres de ce territoire.
Au cours de l'histoire, cela n'a néanmoins pas empêché des prises de possession concurrentes, ou même successives par une même puissance, par exemple de la France sur La Réunion. Dans cette île du sud-ouest de l'océan Indien, une commune porte encore le nom de La Possession en témoignage d'un tel acte.
La notion existe également en droit privé, par exemple un membre du clergé marque le début de son ministère en un lieu donné par une prise de possession des biens dont il aura la charge et l'usage.